# ملعب إنديرا غاندي لألعاب القوى
ملعب إنديرا غاندي لألعاب القوى، المعروف أيضًا باسم ملعب ساروساجاي، هو ملعب كرة قدم يستضيف مسابقات ألعاب القوى، يقع في جواهاتي، آسام، الهند، يتسع لجلوس 35،000 متفرج. تم افتتاحه في 2007.

## روابط خارجية
- معلومات الملعب
- تاريخ الملعب نسخة محفوظة 27 مارس 2008 على موقع واي باك مشين.